# Indische Cricket-Nationalmannschaft in Neuseeland in der Saison 1989/90
Die Tour der indischen Cricket-Nationalmannschaft nach Neuseeland in der Saison 1989/90 fand vom 2. bis zum 26. Februar 1990 statt. Die internationale Cricket-Tour war Bestandteil der Internationalen Cricket-Saison 1989/90 und umfasste drei Tests. Neuseeland gewann die Serie 1–0.

## Vorgeschichte
Neuseeland spielte zuvor einen Test in Australien, Indien eine Tour in Pakistan. Das letzte Aufeinandertreffen der beiden Mannschaften bei einer Tour fand in der Saison 1988/89 in Indien statt.

## Stadien
Die folgenden Stadien wurden für die Tour als Austragungsort vorgesehen.
| Stadion        | Stadt        | Kapazität | Spiele  |
| -------------- | ------------ | --------- | ------- |
| Eden Park      | Auckland     | 50.000    | 3. Test |
| Lancaster Park | Christchurch | 38.628    | 1. Test |
| McLean Park    | Napier       | 22.500    | 2. Test |

## Tests

### Erster Test in Christchurch
| 2. – 5. Februar Scorecard | Christchurch (LP) | Neuseeland 459 (155.3) & 2-0 (0.5) | – | Indien 164 (45.5) & 296 (91.5) (f/o) |
|                           |                   | Neuseeland gewinnt mit 10 Wickets  |   |                                      |

### Zweiter Test in Napier
| 9. – 13. Februar Scorecard | Napier | Indien 358 (146) | – | Neuseeland 178-1 (71) |
|                            |        | Remis            |   |                       |

### Dritter Test in Auckland
| 22. – 26. Februar Scorecard | Auckland | Neuseeland 391 (92.2) & 483-5 (159) | – | Indien 482 (104.3) & 149-0 (45) |
|                             |          | Remis                               |   |                                 |